# Primera División (Uruguay)
De Primera División Uruguaya is de hoogste voetbalklasse in Uruguay. Van 1900 tot 1931 speelden enkel amateurclubs, vanaf 1932 werd met profvoetbal begonnen.
Sinds 1994 is de competitie in twee delen opgedeeld, Apertura en Clausura. De twee kampioenen bekampen elkaar om de titel na de Clausura. De onderste ploegen degraderen naar de Segunda División.

## Amateurkampioenen
- 1900 C.U.R.C.C.
- 1901 C.U.R.C.C.
- 1902 Nacional
- 1903 Nacional
- 1904 niet gespeeld
- 1905 C.U.R.C.C.
- 1906 Wanderers
- 1907 C.U.R.C.C.
- 1908 River Plate FC *
- 1909 Wanderers
- 1910 River Plate FC
- 1911 C.U.R.C.C.
- 1912 Nacional
- 1913 River Plate FC
- 1914 River Plate FC
- 1915 Nacional
- 1916 Nacional
- 1917 Nacional
- 1918 Peñarol
- 1919 Nacional
- 1920 Nacional
- 1921 Peñarol
- 1922 Nacional
- 1923 Nacional
- 1924 Nacional
- 1925 niet afgemaakt
- 1926 niet gespeeld
- 1927 Rampla Juniors
- 1928 Peñarol
- 1929 Peñarol
- 1930 niet gespeeld
- 1931 Wanderers

* River Plate FC verdween toen de profcompetitie werd opgezet. CA River Plate is een andere club.

## Profkampioenen
- 1932 Peñarol
- 1933 Nacional
- 1934 Nacional
- 1935 Peñarol
- 1936 Peñarol
- 1937 Peñarol
- 1938 Peñarol
- 1939 Nacional
- 1940 Nacional
- 1941 Nacional
- 1942 Nacional
- 1943 Nacional
- 1944 Peñarol
- 1945 Peñarol
- 1946 Nacional
- 1947 Nacional
- 1948 niet afgemaakt
- 1949 Peñarol
- 1950 Nacional
- 1951 Peñarol
- 1952 Nacional
- 1953 Peñarol
- 1954 Peñarol
- 1955 Nacional
- 1956 Nacional
- 1957 Nacional
- 1958 Peñarol
- 1959 Peñarol
- 1960 Peñarol
- 1961 Peñarol
- 1962 Peñarol
- 1963 Nacional
- 1964 Peñarol
- 1965 Peñarol
- 1966 Nacional
- 1967 Peñarol
- 1968 Peñarol
- 1969 Nacional
- 1970 Nacional
- 1971 Nacional
- 1972 Nacional
- 1973 Peñarol
- 1974 Peñarol
- 1975 Peñarol
- 1976 Defensor
- 1977 Nacional
- 1978 Peñarol
- 1979 Peñarol
- 1980 Nacional
- 1981 Peñarol
- 1982 Peñarol
- 1983 Nacional
- 1984 Central Español
- 1985 Peñarol
- 1986 Peñarol
- 1987 Defensor
- 1988 Danubio
- 1989 Progreso
- 1990 Bella Vista
- 1991 Defensor Sporting
- 1992 Nacional
- 1993 Peñarol
- 1994 Peñarol
- 1995 Peñarol
- 1996 Peñarol
- 1997 Peñarol
- 1998 Nacional
- 1999 Peñarol
- 2000 Nacional
- 2001 Nacional
- 2002 Nacional
- 2003 Peñarol
- 2004 Danubio
- 2005 Nacional
- 2005/2006 Nacional
- 2006/2007 Danubio
- 2007/2008 Defensor Sporting
- 2008/2009 Nacional
- 2009/2010 Peñarol
- 2010/2011 Nacional
- 2011/2012 Nacional
- 2012/2013 Peñarol
- 2013/2014 Danubio
- 2014/2015 Nacional
- 2015/2016 Peñarol
- 2016/2017 Nacional
- 2017 Peñarol
- 2018 Peñarol
- 2019 Nacional
- 2020 Nacional
- 2021 Peñarol
- 2022 Nacional

## Landskampioenen
| Club                      | Stad       | Titels | Seizoenen (1900-2022) |
| ------------------------- | ---------- | ------ | --- |
| Peñarol (C.U.R.C.C.)      | Montevideo | 51     | 1900, 1901, 1905, 1907, 1911, 1918, 1921, 1928, 1929, 1932, 1935, 1936, 1937, 1938, 1944, 1945, 1949, 1951, 1953, 1954, 1958, 1959, 1960, 1961, 1962, 1964, 1965, 1967, 1968, 1973, 1974, 1975, 1978, 1979, 1981, 1982, 1985, 1986, 1993, 1994, 1995, 1996, 1997, 1999, 2003, 2009/10, 2012/13, 2015/16, 2017, 2018, 2021 |
| Nacional                  | Montevideo | 49     | 1902, 1903, 1912, 1915, 1916, 1917, 1919, 1920, 1922, 1923, 1924 1933, 1934, 1939, 1940, 1941, 1942, 1943, 1946, 1947, 1950, 1952, 1955, 1956, 1957, 1963, 1966, 1969, 1970, 1971, 1972, 1977, 1980, 1983, 1992, 1998, 2000, 2001, 2002, 2005, 2005/2006, 2008/2009, 2010/2011, 2011/12, 2014/15, 2016, 2019, 2020, 2022  |
| Danubio                   | Montevideo | 4      | 1988, 2004, 2007, 2014 |
| River Plate FC            | Montevideo | 4      | 1908, 1910, 1913, 1914 |
| Defensor Sporting         | Montevideo | 4      | 1976, 1987, 1991, 2008 |
| Rampla Juniors            | Montevideo | 1      | 1927 |
| Central Español           | Montevideo | 1      | 1984 |
| CA Progreso               | Montevideo | 1      | 1989 |
| Club Atlético Bella Vista | Montevideo | 1      | 1990 |

## Seizoenen eerste klasse
Clubs in het vet spelen in seizoen 2022 in de hoogste klasse.
- /121 = aantal seizoenen in 1ste

| Club                      | /121 | Seizoenen (1900-1903, 1905-1924, 1926-1929, 1931-2021)                                                        |
| ------------------------- | ---- | --- |
| Club Nacional de Football | 120  | 1901-1903, 1905-1924, 1926-1929, 1931-....                                                                    |
| Montevideo Wanderers      | 108  | 1903, 1905-1924, 1926-1929, 1931-1951, 1953, 1961, 1963-1966, 1973-1998, 2001-....                            |
| CA Peñarol                | 107  | 1913-1922, 1926-1929, 1931-....                                                                               |
| Defensor Sporting         | 96   | 1915-1917, 1927-1929, 1931-1949, 1951-1964, 1966-2020, 2022-....                                              |
| Liverpool                 | 83   | 1920-1924, 1926-1929, 1938-1963, 1967-1979, 1981-1982, 1988-2000, 2003-2014, 2015-....                        |
| Cerro                     | 76   | 1927-1929, 1947-1997, 1999-2006, 2007-2020                                                                    |
| CA River Plate            | 75   | 1932-1942, 1944-1955, 1968-1977, 1979-1983, 1985-1990, 1992-2000, 2002-2003, 2005-....                        |
| Rampla Juniors            | 73   | 1922-1924, 1926-1929, 1931-1943, 1945-1970, 1981-1987, 1993-1999, 2005-2012, 2014-2015, 2016-2019             |
| Danubio                   | 73   | 1948-1959, 1961-1969, 1971-2020, 2022-....                                                                    |
| Central Español           | 66   | 1909-1922, 1926-1927, 1929, 1931-1953, 1962, 1971-1973, 1984-1992, 1994-1996, 2001-2004, 2006-2011, 2012-2013 |
| Racing                    | 53   | 1924, 1927-1928, 1931-1944, 1956-1957, 1959-1971, 1975, 1990-1993, 1997, 2000-2002, 2008-2019                 |
| Bella Vista               | 53   | 1923-1924, 1927-1929, 1931-1941, 1950, 1969-1974, 1977-1994, 1998-2004, 2006-2009, 2010-2013                  |
| Sud América               | 52   | 1927-1929, 1931-1945, 1952, 1955-1956, 1958-1960, 1964-1972, 1976-1985, 1995-1996, 2013-2017, 2021            |
| Fénix                     | 41   | 1923-1924, 1957-1958, 1960-1967, 1974-1976, 1978-1981, 1986, 2001-2006, 2007-2008, 2009-....                  |
| Huracán Buceo             | 29   | 1970-1991, 1993, 1996-2001                                                                                    |
| Rentistas                 | 29   | 1972-1980, 1989-1992, 1997-2001, 2004-2007, 2011-2012, 2013-2016, 2020-....                                   |
| Progreso                  | 25   | 1946, 1980-1995, 2002, 2006-2008, 2012-2013, 2018-2021                                                        |
| Miramar Misiones          | 20   | 1943-1947, 1954, 1980-1984, 1987-1988, 2003-2008, 2010-2011, 2013-2014                                        |
| Universal                 | 15   | 1912-1924, 1926-1927                                                                                          |
| Tacuarembó                | 14   | 1999-2011, 2014-2015                                                                                          |
| River Plate FC            | 14   | 1907-1920 |
| Dublin                    | 13   | 1908-1912, 1916-1923                                                                                          |
| Juventud                  | 13   | 2000-2003, 2007-2009, 2012-2017, 2019                                                                         |
| C.U.R.C.C.                | 12   | 1900-1903, 1905-1912                                                                                          |
| Plaza Colonia             | 12   | 2002-2006, 2015-2017, 2019-....                                                                               |
| Deportivo Maldonado       | 9    | 1999-2004, 2020-....                                                                                          |
| Cerro Largo               | 9    | 2008-2010, 2011-2014, 2019-....                                                                               |
| El Tanque Sisley          | 9    | 1991, 2010-2016, 2017                                                                                         |
| Deutscher                 | 9    | 1900-1903, 1905-1909                                                                                          |
| Reformers                 | 9    | 1913-1921 |
| Cerrito                   | 8    | 2004-2007, 2009-2010, 2011-2012, 2021-....                                                                    |
| Belgrano                  | 8    | 1919-1924, 1926-1927                                                                                          |
| Charley                   | 8    | 1917-1924 |
| Uruguay Onward            | 8    | 1920-1924, 1926-1928                                                                                          |
| Albion                    | 7    | 1900-1903, 1905, 1908, 2022-....                                                                              |
| Boston River              | 7    | 2016-.... |
| Bristol                   | 7    | 1908-1913, 1915                                                                                               |
| Lito                      | 7    | 1921-1924, 1926-1928                                                                                          |
| Villa Española            | 7    | 1998, 2000, 2002-2003, 2008-2009, 2016, 2021                                                                  |
| Rocha                     | 6    | 2000-2001, 2004-2007                                                                                          |
| Misiones                  | 5    | 1918, 1927-1929, 1931                                                                                         |
| Montevideo City Torque    | 4    | 2018, 2020-....                                                                                               |
| Colón                     | 4    | 1909, 1928-1929, 1965                                                                                         |
| Uruguay Athletic          | 4    | 1900-1903 |
| Capurro                   | 4    | 1927-1929, 1931                                                                                               |
| Olimpia                   | 4    | 1927-1929, 1931                                                                                               |
| Deportivo Colonia         | 4    | 2003-2006 |
| Paysandú Bella Vista      | 4    | 1999-2002 |
| CA Atenas                 | 3    | 2009-2010, 2014-2015, 2018                                                                                    |
| French                    | 3    | 1908-1910 |
| Intrépido                 | 3    | 1906-1908 |
| Frontera Rivera           | 2    | 1999-2000 |
| Basáñez                   | 2    | 1994-1995 |
| Paysandú                  | 2    | 2005-2006 |
| Independencia             | 2    | 1914-1915 |
| Libertad                  | 2    | 1910-1911 |
| Triunfo                   | 2    | 1902-1903 |
| Rosarino Central          | 1    | 1927 |
| Nacional B                | 1    | 1906 |
| Oriental                  | 1    | 1909 |
| Solferino                 | 1    | 1927 |
| Villa Teresa              | 1    | 2015-2016 |

1. ↑  Central Español speelde tot 1970 als Central FC
2. ↑   Deutscher FK Speelde in 1905 en 1906 als Teutonia en van 1907 tot 1909 als CA Montevideo
3. ↑  Uruguay Onward speelde in 1927-1928 als Uruguay Club
4. ↑  Montevideo City Torque speelde voor 2020 als CA Torque

## Scheidsrechters
Bijgaand een overzicht van Uruguayaanse scheidsrechters die niet alleen actief zijn of waren in de eigen Primera División, maar daarnaast ook internationale wedstrijden leiden of hebben geleid.
- Juan Alberto Baldizoni
- Ramon Barreto
- Daniel Bello
- Héctor Borra
- Alberto Boullosa
- Fernando Cabrera
- Fernando Cardellino
- Juan Lorenzo Castaldi
- Roque Cerullo
- José Luis da Rosa
- Eduardo Dluzniewski
- Fernando Falce Langone
- Daniel Fedorczuk
- Saúl Feldman
- Ernesto Filippi
- Juan Fortunatto
- Gustavo Gallesio
- Sergio Komjetan
- Luis Larrañaga
- Jorge Larrionda
- Diego Rimel Latorre
- Rodolfo Llanes
- Milton Jacinto Lorenzo
- Héctor Martín Martínez
- José Martínez Bazan
- Julio Matto
- Gustavo Mendez
- Jorge Luis Nieves
- Alejandro Otero
- Carlos Ottonello
- Thelmo Palumbo
- Francisco Pardinas
- Julio Paterlini
- Armando Pena Rocha
- Rafael Pinto
- Líber Prudente
- Orosman Rivera
- Washington Rodríguez
- Luis Fredy da Rosa
- Nestor Gregorio da Rosa
- Artemio Sencion
- Gustavo Siegler
- Otello Roberto Spano
- Washington Ucha
- Olivier Viera
- Carlos Vigorito
- Juan Carlos Armental
- Juan Cardellino
- José María Codesal
- Domingo Lombardi
- Esteban Marino
- Francisco Mateucci
- Ángel Eduardo Pazos
- Héctor Pedro Rodríguez
- Álvaro Saralegui
- Roberto Silvera
- Anibal Tejada
- Dario Ubriaco
- Ricardo Vallarino
- Martín Vazquez